# Where Do We Go?
"Where Do We Go?" er en single fra 1975 med den aarhusianske rockgruppe Daisy. Singlens to sange er begge taget fra albummet The Lonesome Brigade.    

## Trackliste
1. "Where Do We Go?" (Muhl)  – 2:27
2. "Game For Fools" (Muhl) – 4:22

## Medvirkende
- Lars Muhl: Sang, keyboards
- Frank Lorentzen: Guitar
- Jacob Perbøll: Bas
- Eigil Madsen: Trommer